# Miloslav Polcar
Miloslav Polcar (* 3. února 1947 České Budějovice) je český malíř, grafik a vysokoškolský pedagog.

## Život
Vyškolil se jako typograf. V letech 1967–1973 studoval na Vysoké škole uměleckoprůmyslové v Praze v ateliéru monumentální malby. (prof. Zdeněk Sklenář a Václav Menčík). Od roku 1991 do roku 2009 učil kresbu a grafiku na Pedagogické fakultě Univerzity Karlovy.  Roku 1992 byl jmenován docentem.
Od roku 1989 byl členem Volného sdružení Tolerance, od roku 1993 členem Asociace volné grafiky a členem, později členem výboru a kurátorem Sdružení českých umělců grafiků Hollar. Od roku 2019 je členem Umělecké besedy. Zasedal v porotě pro udělení Ceny Vladimíra Boudníka. Samostatně vystavuje od roku 1983.

### Ocenění
- 1991 Silver prize, Mezinárodní trienale grafiky
- 1995 Grafika roku, cena asociace volné grafiky
- 1997 Grafika roku, cena hlavního sponzora
- 2018 nominace na cenu Vladimíra Boudníka

## Dílo
Miloslav Polcar se zabývá grafikou a malířstvím, tvoří autorské knihy a kolážované prostorové objekty a instalace, ale pro celou jeho tvorbu je charakteristický princip stírání hranic mezi různými výtvarnými disciplínami. Jeho celoživotním tématem je to, co sám nazývá „osobní archeologie“ a má tím na mysli zdroje inspirace v dávných civilizacích, ke kterým se obracela i evropská poválečná moderna. Polcar se vrací do ještě hlubší minulosti a vychází z archetypálních znaků, které lidé užívali dávno před vznikem kodifikovaného písma. Jako absolvent ateliéru monumentální malby dává i v grafice přednost velkým formátům. V jeho pojetí již grafika ztratila svůj historický důvod k multiplikaci otisků a své grafické listy dotváří malbou a mechanickými zásahy, které z nich činí originál. Typickým rysem Polcarova rukopisu je vysoká míra abstrakce.
Jeho ranou tvorbu ovlivnila strukturální abstrakce 60. let a pak studium u Zdeňka Sklenáře, který ve svém díle kombinoval východní kaligrafii s abstraktní malbou. Zásadním formativním zážitkem pro něj byla i pražská výstava španělské grafiky v roce 1980, která prezentovala reliéfní velkoformátové tisky a širokou škálu výtvarných technik. Archetypální podstata znaku je pro Polcara spojnicí mezi archaickým a moderním a stala se východiskem k sérii grafických listů, v nichž se odráží i meditativní proud moderního umění, lettrismus a strukturální abstrakce. Abstraktní vizuální zápis univerzálního písma, které je na pomezí mezi písmem a obrazem, je v jeho tvorbě jakýmsi „předtextem“, o kterém se zmiňuje Vilém Flusser.
Polcar si jako typograf uvědomoval samostatné estetické kvality písma i jeho význam jako znaku, jako nositele sdělení a základního prvku jazykového a komunikačního systému, který prochází naší kulturou až do současnosti. V osmdesátých letech se v jeho tvorbě objevuje fiktivní model strukturálního kaligrafického znaku záměrně odkazujícího ke svému základu v ideografickém (znakovém) písmu. Využívá jak otisky barvy z matrice, tak malbu štětcem. Někdy bývá vyrytá struktura znaku nebo strukturální formy ponechána bez barvy a využívá pouze reliéfní kvality nebo je úsporně doplňována v kontrastu černé a bílé. Některé grafické listy z tohoto období vypadají jako potrhané a perforované stránky rozevřené knihy, popsané lidskou rukou ve zběsilém rytmu, který působí svou naléhavostí, ale obsah poselství skrývá (Fragmenty II). Tyto znaky se v Polcarových grafických listech vyskytují ve větších celcích, řazených jako text vertikálně i horizontálně. Odtud bylo blízko i k představě autorské knihy i knihy jako samostatného sochařského objektu.
Koncem 80. let Polcar pracoval s jiným druhem archetypálních zobrazení a jeho grafiky se podobaly figurám megalitických kultur nebo totemům primitivních národů, které byly na počátku lidského dorozumívání. Centrálnímu motivu, kterým byl symbol hlavy nebo figury, přiřadil konkrétní význam (Posel, 1988) a obrys vyplnil změtí šrafur a ornamentů. V těchto intencích vznikla řada megalitických plastických objektů, především autorských knih a rotulů vyzařujících obsesi papírovým materiálem zemitých barev a rituálních přírodních pigmentů s nadsazenou plasticitou vysokého reliéfního slepotisku.
K tisku grafických listů autor využívá mimo klasických kovových a dřevěných matric i netradiční materiály jako sádru, beton, plexisklo nebo styrodur. Ten zpracovává rytím, leptáním i teplem a matrici nakonec vystavuje jako samostatný artefakt. Východiskem k prostorovým objektům byl původně papírový materiál, který Polcar vrstvil, lisoval, prořezával a nakonec z něj vytvářel prostorové instalace. Podobně vystupoval reliéfní povrch stále více do prostoru také u tiskové matrice, až se nakonec osamostatnil. Jeho velkoformátové kovové stély, navazující na papírové instalace, byly zpracovány rytím a leptáním a představovaly záznam jakýchsi energetických kvant na rozhraní volné kaligrafie a univerzálního písma. Toto téma nezřetelných textů, které vyzývají diváka k přemýšlení, prochází celou Polcarovou tvorbou a autor je realizuje i formou dlouhých papírových svitků navinutých na různě velké tubusy. Polcarovy třírozměrné „modely prostorových situací“ kombinují rozměrné tiskové matrice s členitými dřevěnými objekty, které kolážuje vlastními grafickými listy.
Specifické místo v Polcarově tvorbě zaujímají velkoplošné tisky na průsvitném rýžovém papíře a práce se světlem. Některé byly vytvořeny pro výstavu Otisk / Impressio ut Paradigma v kostele U Salvátora na Starém Městě v Praze roku 2017, jako třetí část trilogie jeho autorských výstav. Instalace proti oknům prosvítila papír a vyvolala dojem éteričnosti a dematerializace, skutečnost spíše pociťovanou a tušenou. Díla mají monumentální rozměr a formu imateriálních abstrakcí. Vyvolávají dojem tušových kreseb, které se rozpíjejí na ploše transparentního papíru do neurčitých útvarů. Specifickým způsobem navazují na spontánní tendence v abstraktním umění 2. poloviny 20. století, které provázela fascinace tvaroslovím náhodně vytvořených skvrn nebo linií a často také inspirace tradičním čínským nebo japonským uměním, se kterým vede Polcar tvůrčí dialog.
Při práci s papírem Polcar toto médium pojímá velmi otevřeně, hledá jeho vyjadřovací možnosti, estetické a materiálové kvality. Pracuje s různými typy ručního papíru, využívá papíry různorodých gramáží a kvalit – od pevného a silného papíru či kartonu, z něhož vytváří prostorové objekty, například variabilní autorské knihy, přes strukturální papírové reliéfy až po transparentní a jemné čínské rýžové papíry. Své grafiky otevírá do prostoru a vytváří trojrozměrné, mnohdy variabilní knižní objekty. V téměř v monochromatických tiscích autor ukazuje svou citlivost pro vidění a vnímání různých odstínů, sytosti či naopak transparentnosti jedné barvy. Barva v jeho tiscích působí téměř jako živý organismus, natolik jí autor dává svobodu se rozpíjet, vpíjet, rozmazávat či překrývat. Výsledné tisky připomínají buněčné struktury, ať již z rostlinné či živočišné říše.

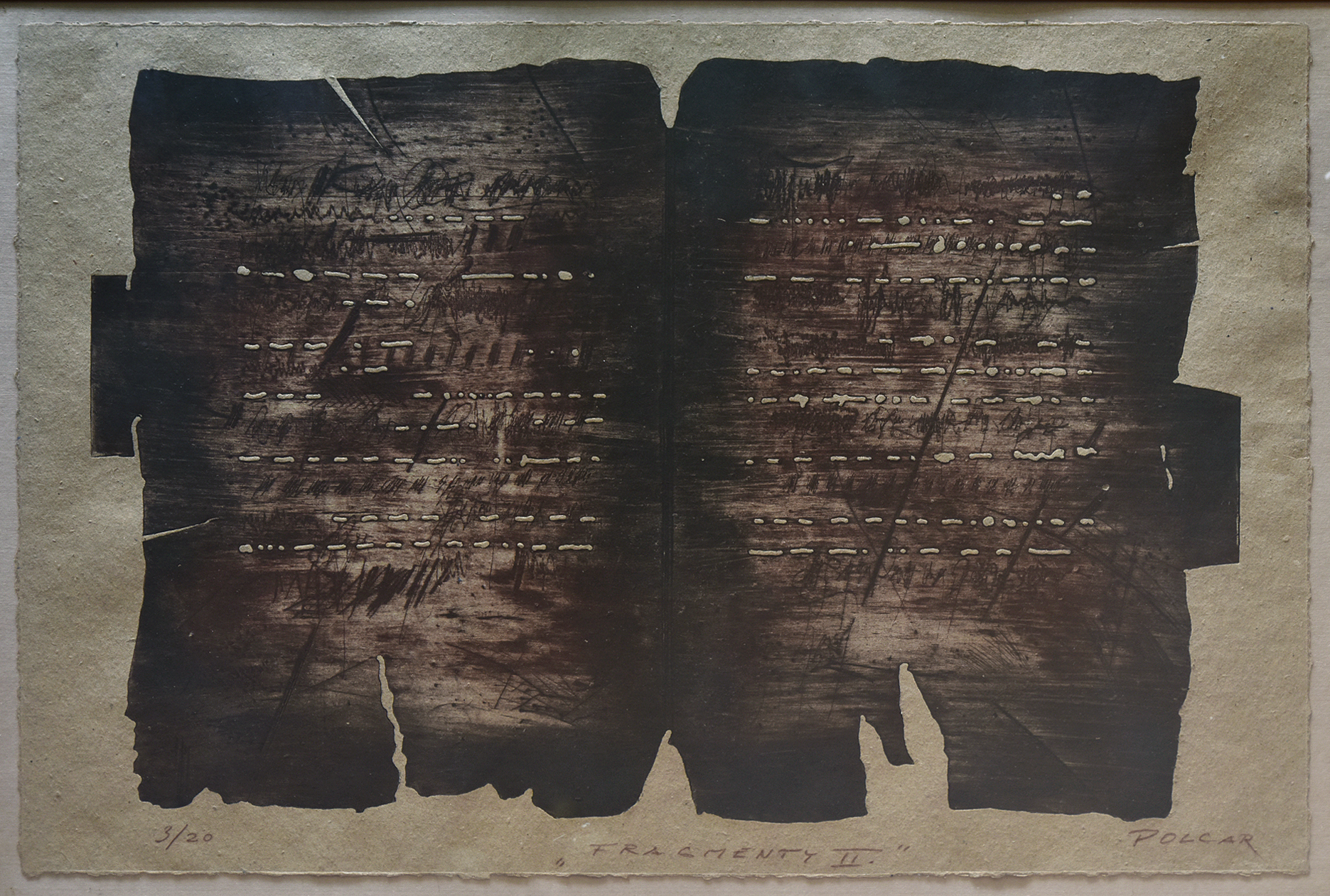
Fragmenty II
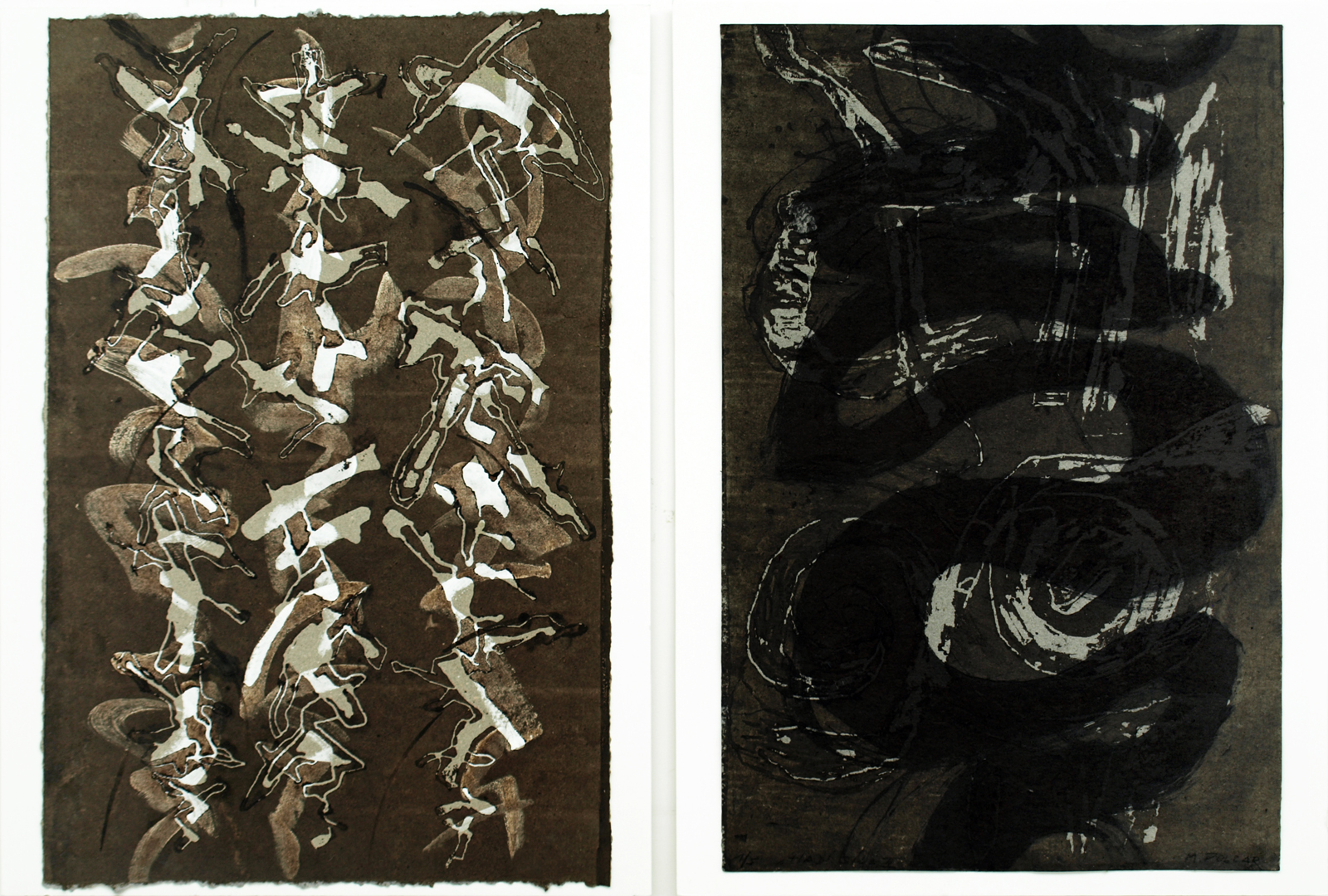
Kaligrafie 1,2 (1988)
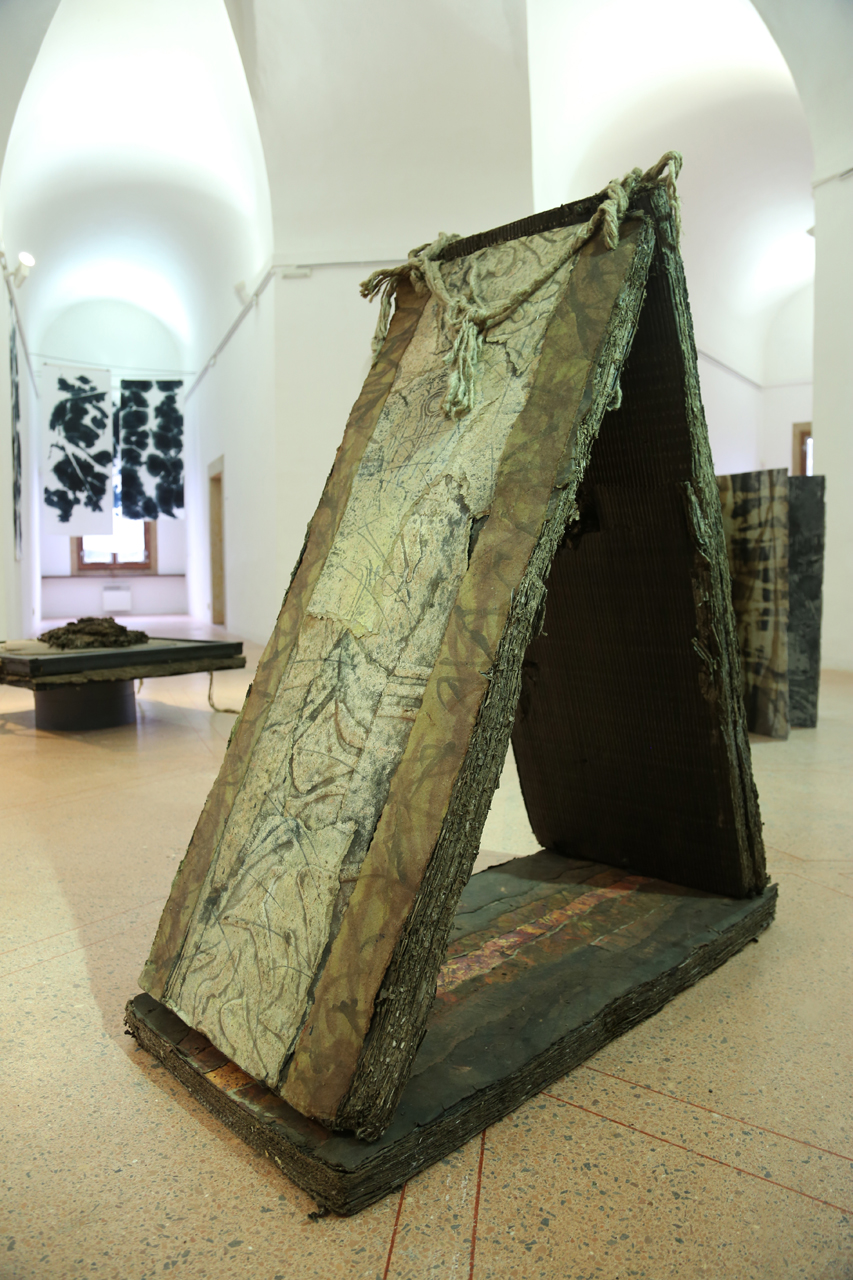
Autorský knižní objekt 1 (1988)
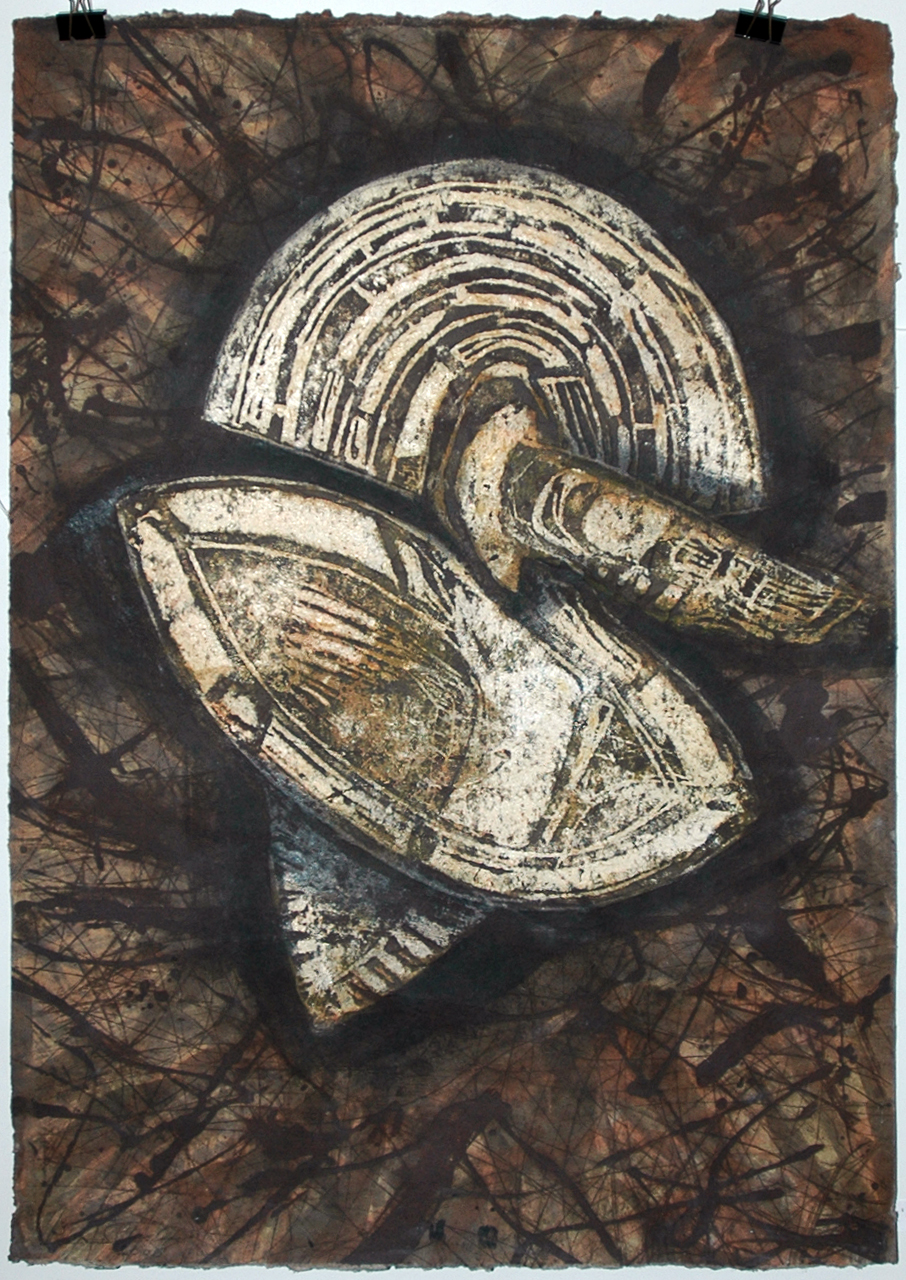
Ulita (2004)
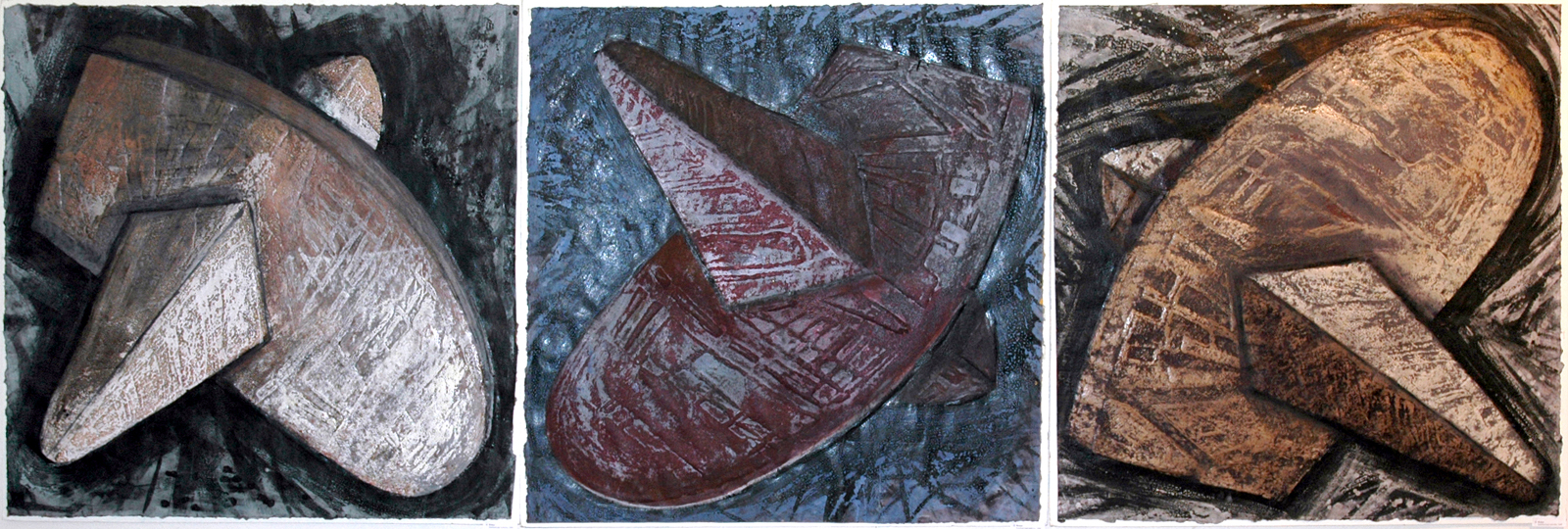
Rotace I-III (2008)
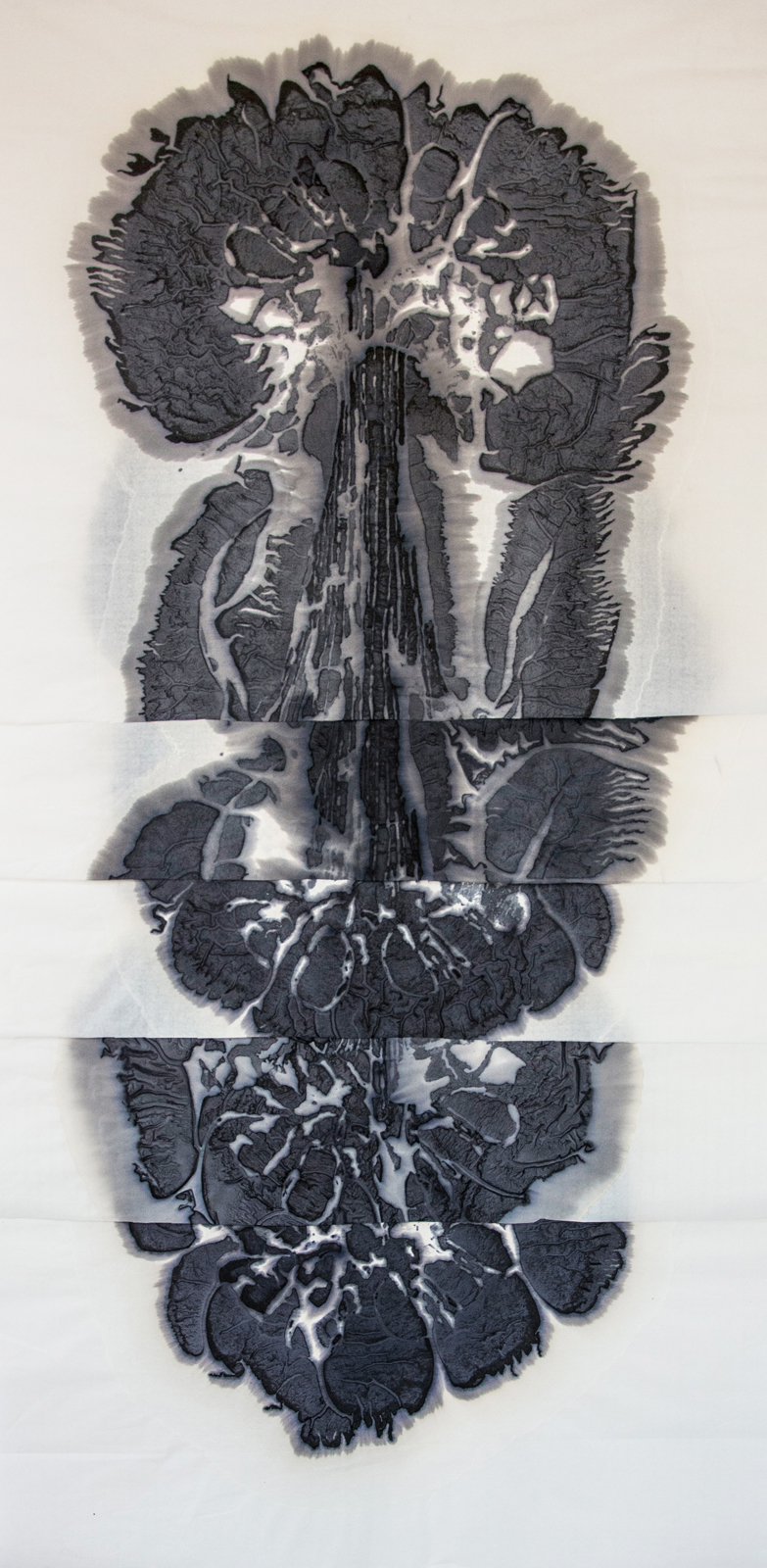
Grafika k listování 1 (2017)
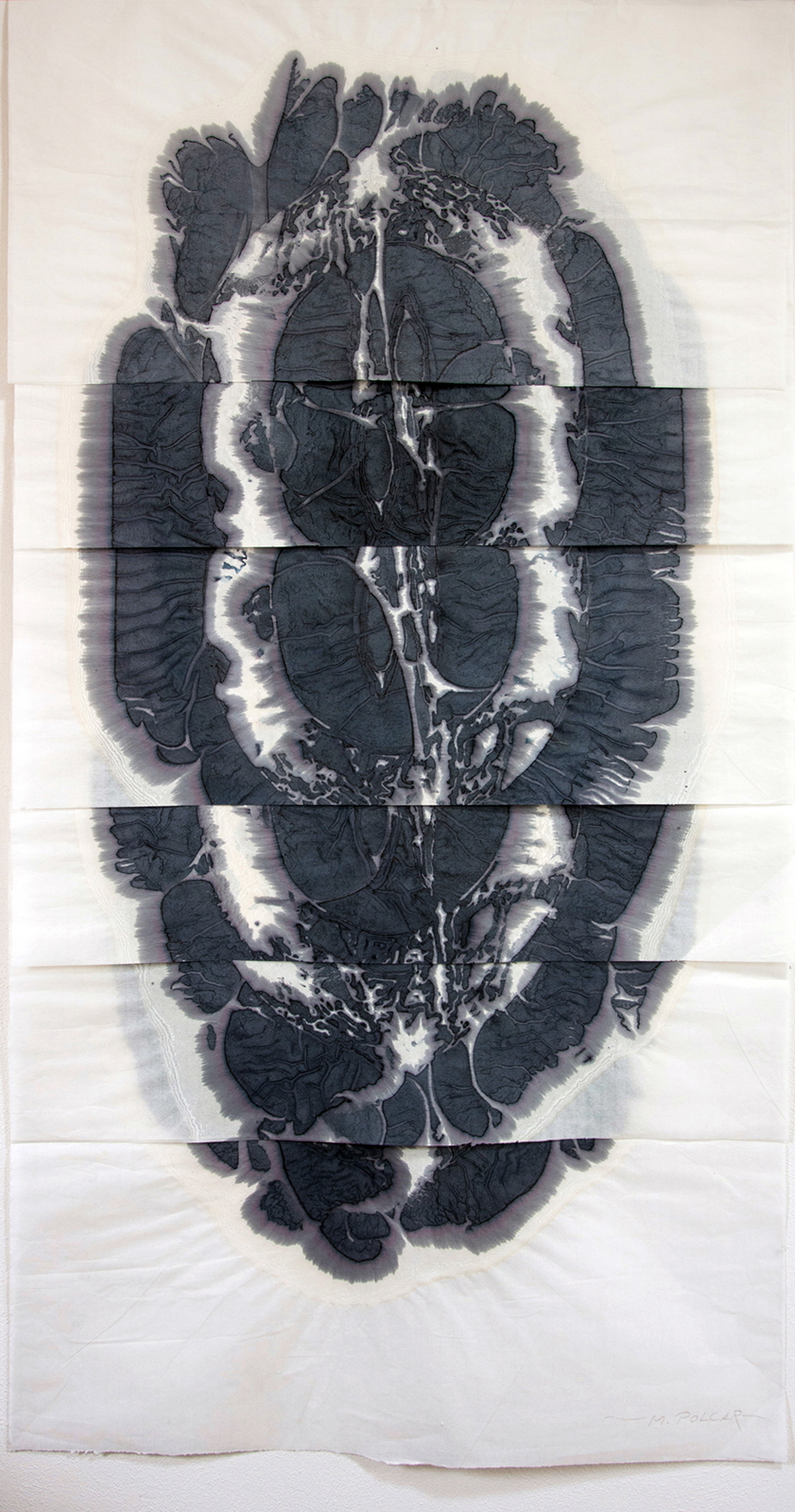
Grafika k listování 2 (2017)
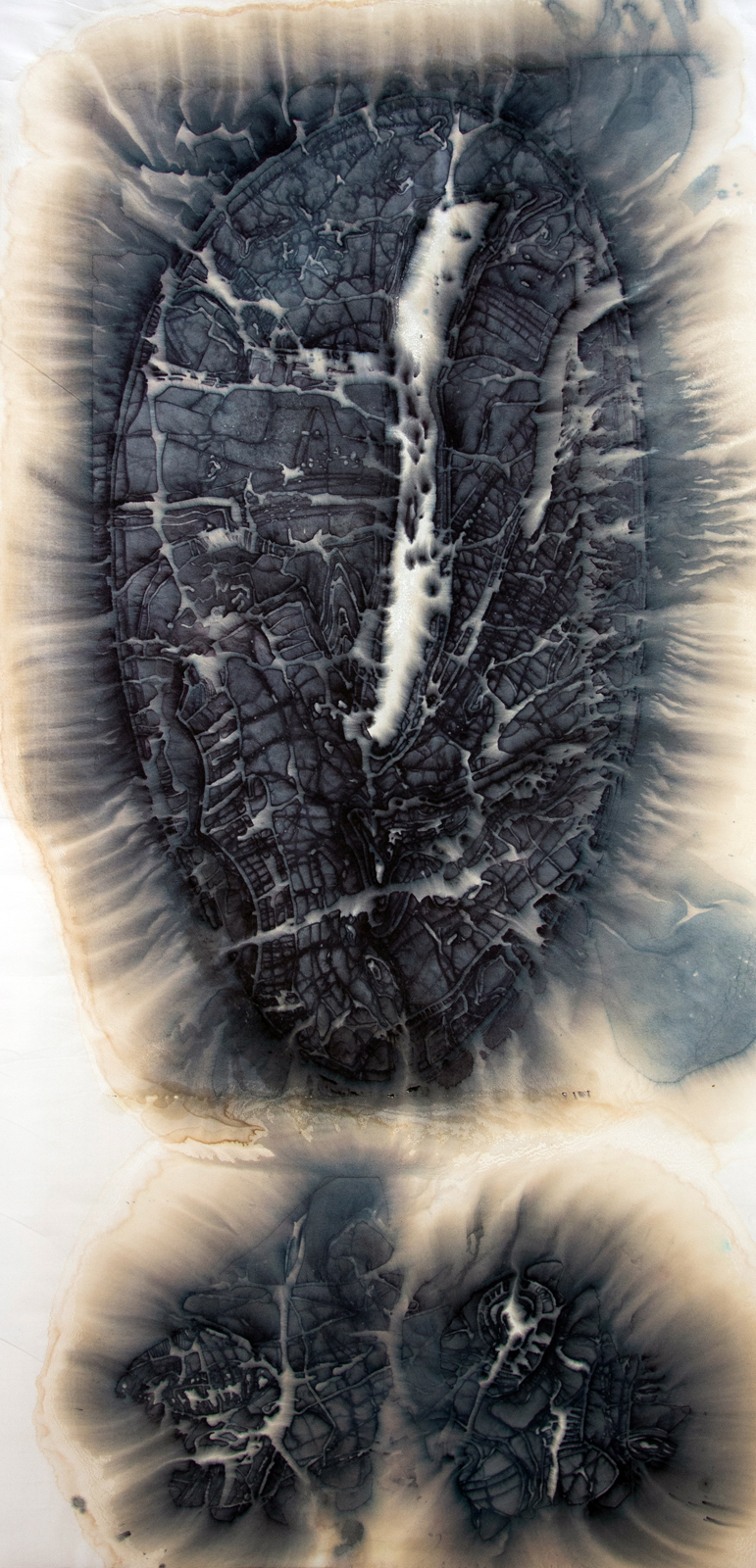
Hlava (2018)
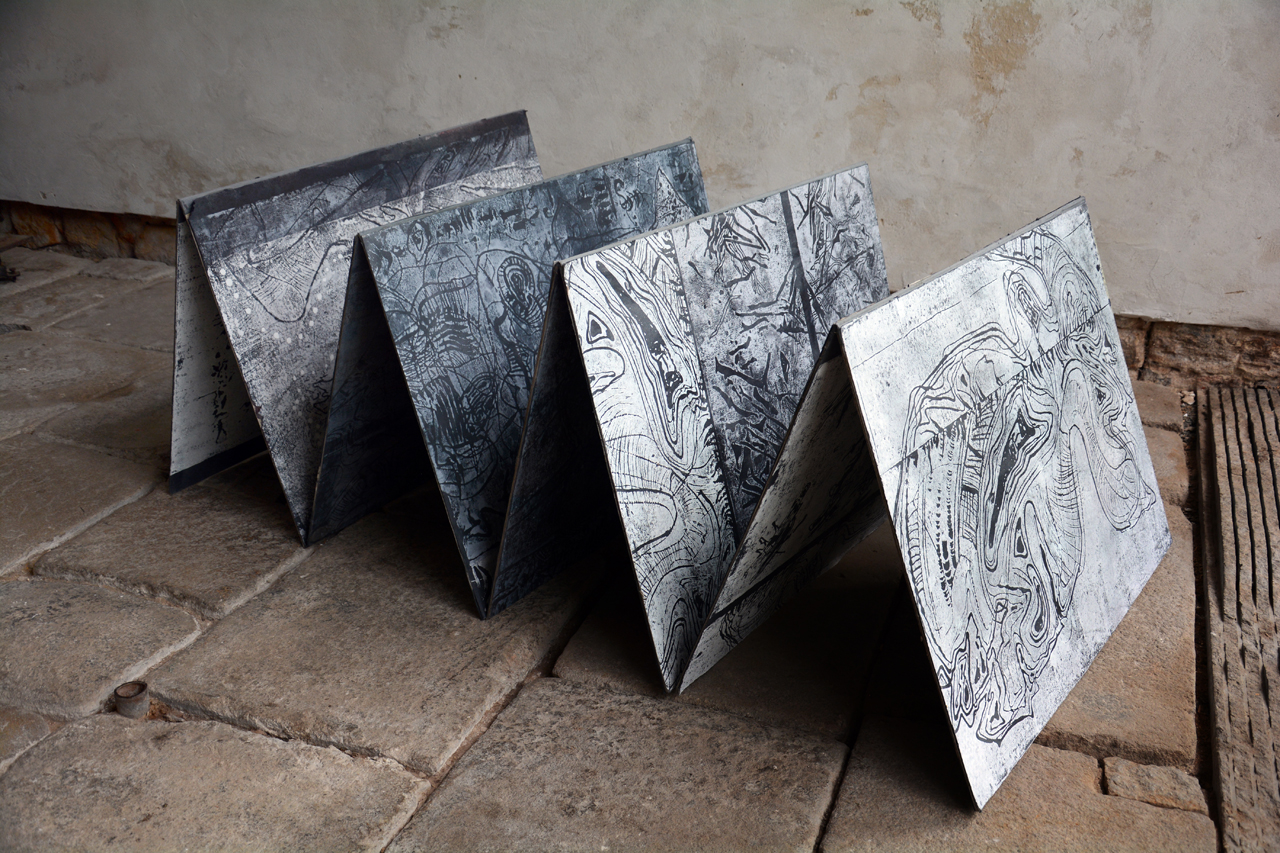
Variabilní knižní objekt 1 (2018)
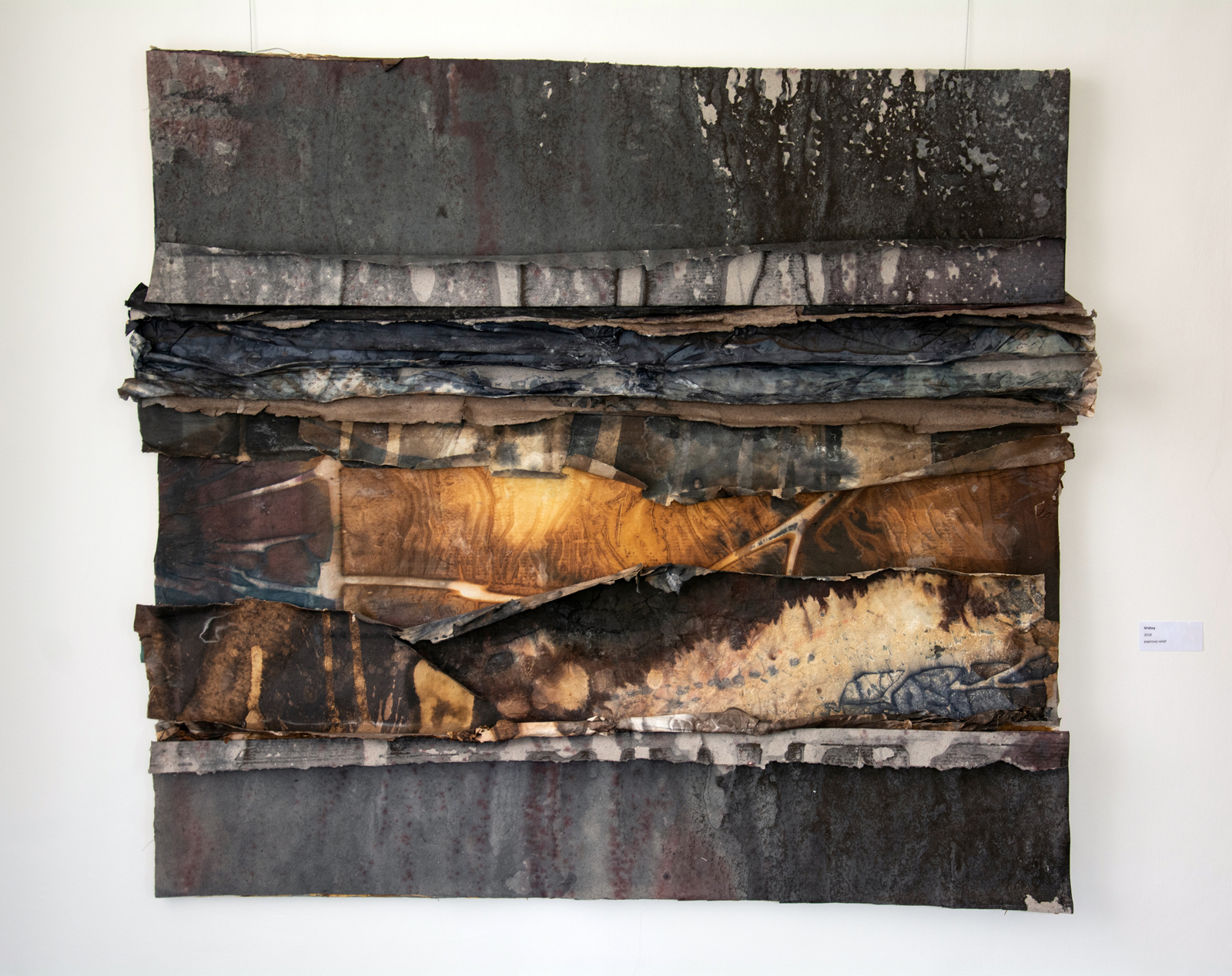
Vrstvy 1 (2018)

### Zastoupení ve sbírkách
- Národní galerie v Praze
- Muzeum umění Olomouc
- Letohrádek Ostrov nad Ohří
- Památník národního písemnictví, Praha
- Univerzita Karlova, Praha
- Varosi Müveszeti Muzeum (Městské muzeum umění), Györ

### Výstavy (výběr)

#### Autorské
- 1983 Miloslav Polcar: Kresby, grafika, Malá galerie Československého spisovatele, Praha
- 1988 Miloslav Polcar: Grafika, Památník národního písemnictví, Praha
- 1989 Miloslav Polcar: Kresby a obrazy, Galerie Fronta, Praha
- 1992 Miloslav Polcar, Kunstverein Bayer Dormagen, Kloster Knechsteden
- 1993/1994 Miloslav Polcar: Hlasy a sloupy, Mánes, Praha
- 1994 Miloslav Polcar, Středoevropská galerie a nakladatelství, Praha
- 1995 Miloslav Polcar, Velvyslanectví ČT, Bonn, městská galerie Wendlingen
- 1996 Miloslav Polcar, Galerie am Alten Garden, Siegen
- 1998 Miloslav Polcar, sál architektů, Staroměstská radnice Praha
- 2009 Miloslav Polcar: Jedna z druhé: Obrazy – grafiky – objekty, Galerie Chodovská tvrz, Praha
- 2009 Miloslav Polcar: Vedle, přes a skrz. Obrazy, grafika, objekty, Galerie F. Jeneweina, Vlašský dvůr, Kutná Hora
- 2010 Miloslav Polcar: Transfer, Rabasova galerie Rakovník[13][14]
- 2012 Miloslav Polcar: Prostor grafiky, Galerie Hollar, Praha
- 2013 Miloslav Polcar: Prostupování světla a tvarů (Pervasio lucis et formarum), Kostel sv. Salvátora, Praha
- 2015 Miloslav Polcar: Intermundia, Letohrádek Hvězda, Praha
- 2017 Miloslav Polcar: Otisk / Impressio ut Paradigma, Kostel U Salvátora, Praha[15][16]
- 2019 Miloslav Polcar: Otevřené médium (Práce na papíře, tisky / objekty, instalace, autorské knihy), Letohrádek Ostrov[17]

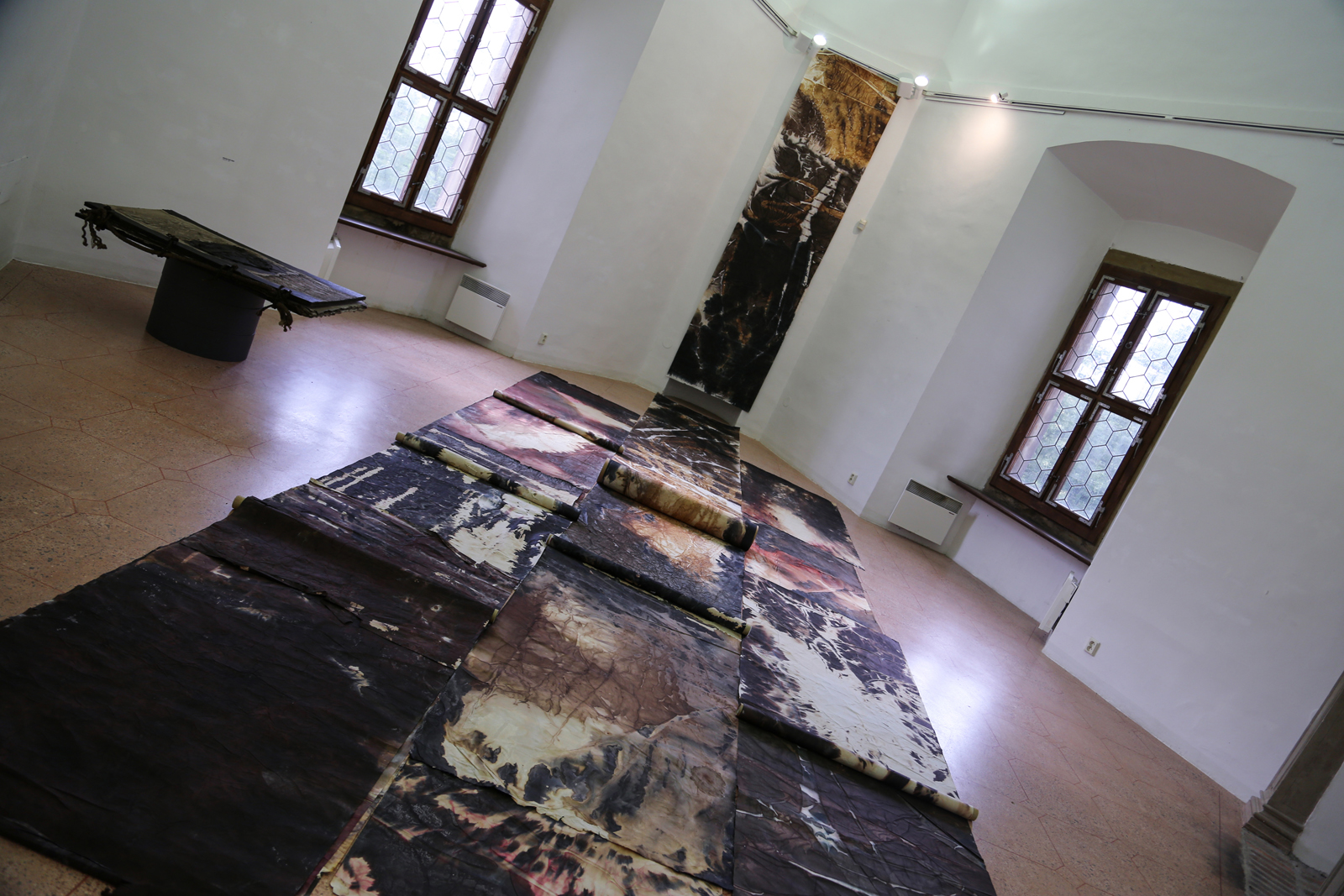
Papírové svitky, monotyp (2015)
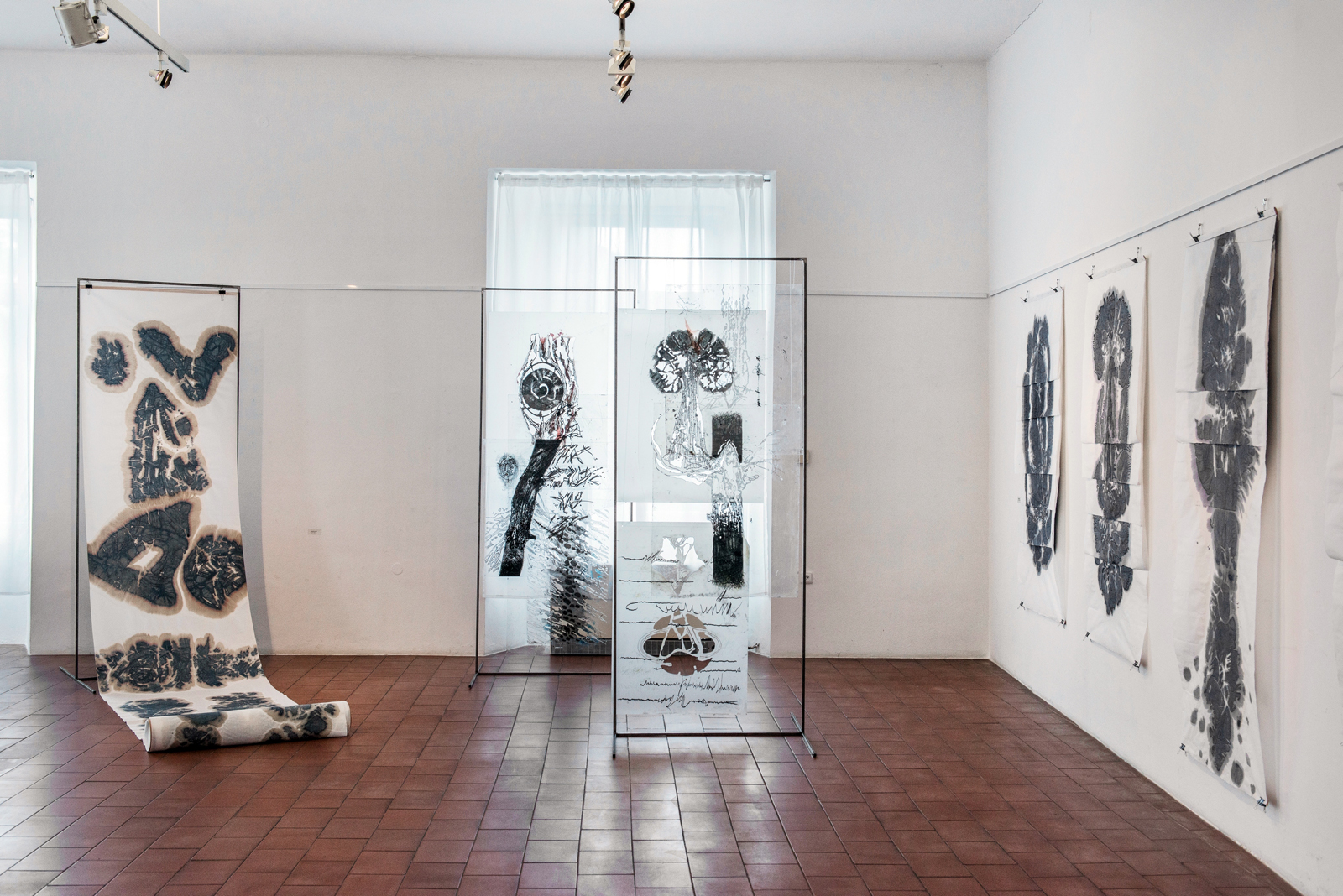
instalace z výstavy Kniha prostor pro grafiku (2017)
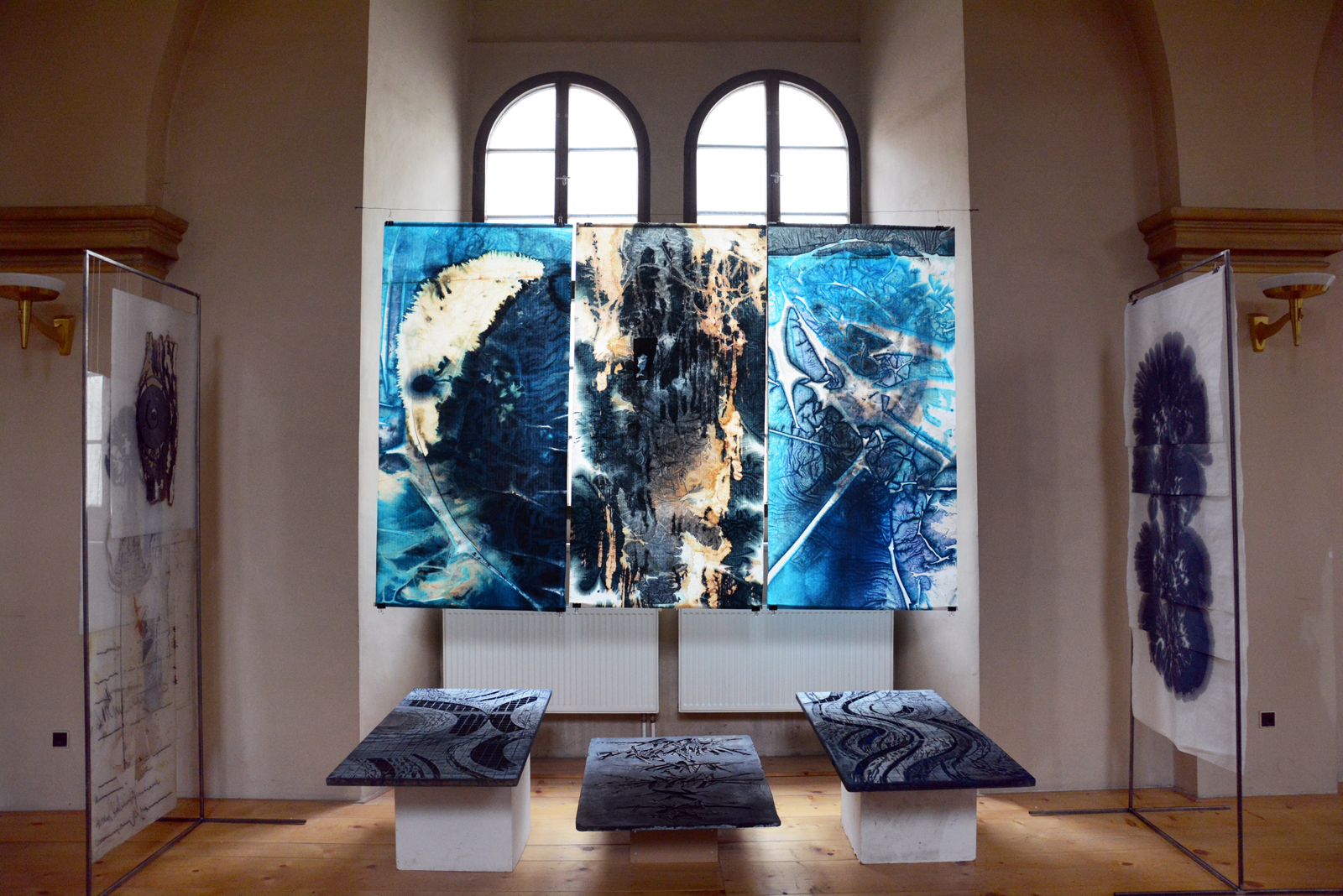
instalace z výstavy OTISK, Kostel U Salvátora (2017)
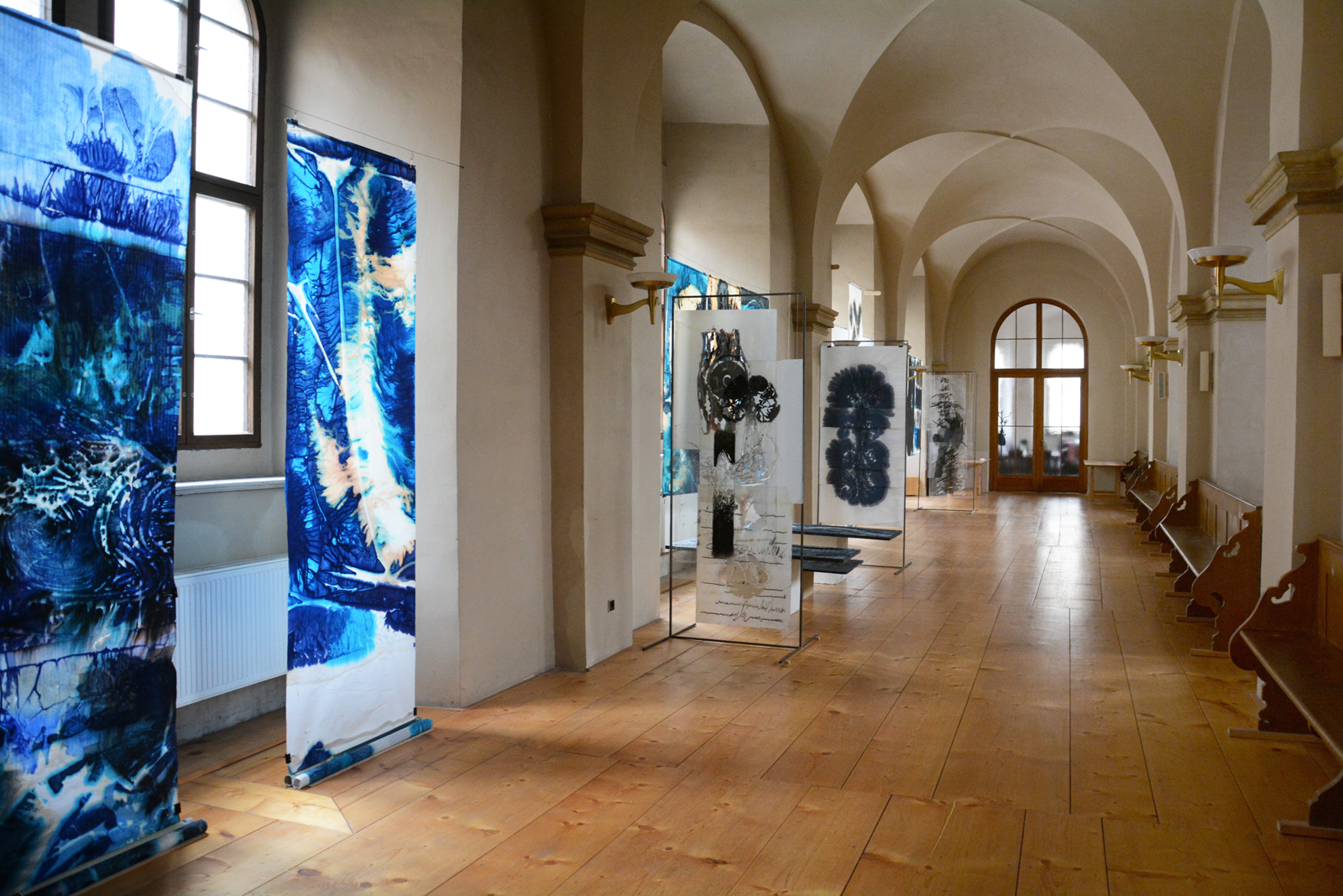
instalace z výstavy OTISK, Kostel U Salvátora 1 (2017)
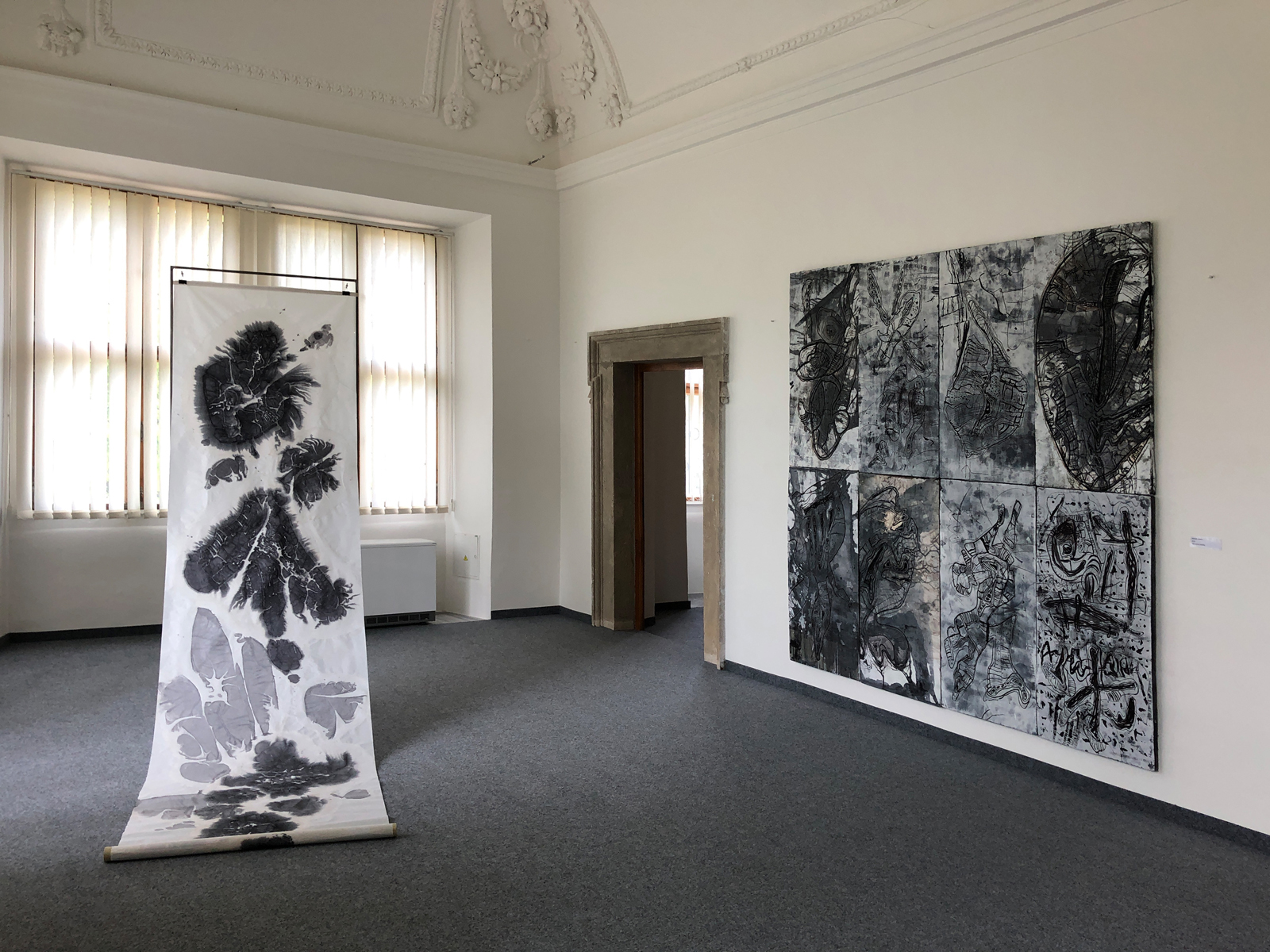
výstava Otevřené médium (2018)

#### Společné (výběr)
- 1981 Oborová výstava užité grafiky, Galerie Jaroslava Fragnera, Praha
- 1985 České umění papíru / Czech Paper Art, Institut průmyslového designu, Praha
- 1990 Tolerance, Galerie Chodovská tvrz, Praha
- 1990 Exposition exceptionnelle d´oeuvres tcheques, Galerie Victor Hugo, Paříž
- 1990/1991 Paper Art '90, Galerie Modrý pavilón, Praha
- 1991 Nachbarn, Messezentrum Nürberg
- 1993 Inter-Kontak-Grafik – Praha '93, Mánes, Praha
- 1995 Inter-Kontakt-Grafik '95, 1. mezinárodní trienále grafiky Praha, Staroměstská radnice, Praha
- 1995/1996 Černá a bílá, Oblastní galerie Liberec, Letohrádek Ostrov, Galerie Bratří Čapků Praha
- 1996 Temple Bar International Prints, Temple Bar, Dublin
- 1996 Bienále české grafiky Ostrava 1996, Dům umění, Ostrava
- 1997 Hollar 80 1917–1997. Grafická tvorba členů SČUG Hollar k 80. výročí založení, Staroměstská radnice, Praha
- 1998 Bienále současného umění, Trevi Flash Art Museum
- 1998 Umělci katedry výtvarné výchovy Pedagogické fakulty UK v Praze, Karolinum, Praha
- 1998 Iniciace. Učitel a žák, Galerie Hollar, Praha
- 1999 Mezinárodní trienále grafiky, Rio de Janeiro
- 2000 Česká grafika, Národní galerie Morélie, Mexico
- 2001 Česká grafika, Capella Pappacod, Univerzitní institut, Neapol
- 2001 Česká grafika, Národní galerie Museo de Bellas Artes, Argentina
- 2001 Česká grafika, galerie Foyer Radnice, Ottawa
- 2002 Půl století proměn moderní grafické tvorby, galerie Mánes, Praha
- 2003 Záznamy času: Ze sbírky Památníku národního písemnictví v Praze, Letohrádek Hvězda, Praha
- 2005 Les arts graphiques tcheques, Galerie Audabiac, Audabiac
- 2007 Pocta Václavu Hollarovi: 400. výročí narození světoznámého českého grafika, 90. výročí založení Sdružení českých umělců grafiků, Clam-Gallasův palác, Praha
- 2008 Horizonty myšlení. Autorská kniha a grafika, Galerie Hollar, Praha
- 2012 Jubilanti Hollaru 2012, Galerie Hollar, Praha
- 2012 Grafika roku 2011, Clam-Gallasův palác, Praha
- 2017 Kniha prostor pro grafiku, grafika inspirace pro knihu, Galerie Hollar, Praha, Galerie Františka Drtikola, Příbram
- 2017 Hollar dnes – výstava ke 100 výročí SGVU Hollar, Obecní dům, Praha
- 2017 Praha – Rudolfinské reflexe, Castello di Gesualdo, Itálie
- 2017 Mezi uměním a řemeslem, NTM Praha
- 2018 Domov – výstava SČUG Hollar ke 100 výročí České republiky, Nová síň Rabasovy galerie, Rakovník
- 2018 Grafika, autorské knihy, Česká národní budova, New York
- 2019 Autoportrét, Galerie Hollar, Praha

### Katalogy
- Miloslav Polcar: Kresby, grafika, text M. Klivar, 8 s., Malá galerie Československého spisovatele, Praha 1983
- Miloslav Polcar: Kresby a obrazy, text Jar. Bláha, Galerie Fronta, Praha 1989
- Miloslav Polcar: Hlasy a sloupy, text Ivan Neumann, Mánes, Praha 1993
- Miloslav Polcar: Obrazy, grafika, objekty, Aleš Rezler (ed.), 48 s., Galerie Felixe Jeneweina města Kutné Hory, Rabasova galerie Rakovník 2009, ISBN 978-80-85868-95-1dostupné z docplayerPDF Archivováno 4. 7. 2020 na Wayback Machine.
- Miloslav Polcar: Intermundia (práce na papíře, tisky, objekty, instalace, autorské knihy), text Miloslav Polcar, Vilma Hubáčková, Památník národního písemnictví Praha 2015
- Miloslav Polcar: Otevřené médium, text Miloslav Polcar, Vilma Hubáčková, Galerie umění Karlovy Vary 2019, ISBN 978-80-87420-97-3

### Ostatní
- Vilma Hubáčková, rozhovor s Miloslavem Polcarem, vydal Památník národního písemnictví k výstavě Intermundia, 2015
- Alena Laufrová, rozhovor s Miloslavem Polcarem, Grapheion News, 29.3.2012 Archivováno 4. 7. 2020 na Wayback Machine.